# Caserne de Lattre-de-Tassigny
La caserne de Lattre-de-Tassigny, baptisée à l’origine  Bayernkaserne, est une caserne construite pendant l’annexion allemande à Metz.

## Contexte historique
Alors que Metz devient un point stratégique majeur de l’empire allemand, l’état-major allemand poursuit les travaux de fortification entamés sous le Second Empire. De nombreuses casernes sont construites pour abriter la garnison allemande qui oscille entre 15 000 et 20 000 hommes au début de la période, et dépasse 25 000 hommes avant la Première Guerre mondiale. Dans cette pépinière de généraux, se côtoient des Bavarois aux casques à chenille, des Prussiens et des Saxons aux casques à pointe et aux uniformes vert sombre, ou encore des Hessois aux uniformes vert clair. Guillaume II, qui vient régulièrement dans la cité lorraine pour inspecter les travaux d’urbanisme et ceux des forts de Metz n’hésite pas à déclarer : « Metz et son corps d’armée constituent une pierre angulaire dans la puissance militaire de l’Allemagne, destinée à protéger la paix de l’Allemagne, voire de toute l’Europe. »

## Construction et aménagements
Les bâtiments sont construits vers 1890 pour y loger la garnison allemande qui s’étoffe avec la création du XVI. Armeekorps à Metz. Comme la caserne Barbot, la caserne de Lattre de Tassigny fait alors partie d’un vaste ensemble de casernes, appelé Prinz-Friedrich-Karl Kaserne, situé entre l’avenue de Lattre-de-Tassigny, à l’époque Nanzigerstrasse, l’avenue Joffre, la place du Roi-George et la rue Wilson. Cet ensemble de treize bâtiments, de briques rouges, se caractérise par une architecture fonctionnelle, évoquant l'architecture georgienne.

## Affectations successives
La garnison allemande prend ses quartiers dans la caserne, qui restera allemande jusqu’en 1919. En 1919, la caserne est investie par l’armée française. Elle sera plus tard rebaptisée caserne de Lattre-de-Tassigny, en l’honneur du général Jean de Lattre de Tassigny. Pendant la Seconde Guerre mondiale, la caserne est réinvestie par les troupes allemandes. Après la bataille de Metz, l’armée française reprend ses quartiers dans la caserne
Elle est aujourd’hui occupée par la Direction interarmées des réseaux d'infrastructure et des systèmes d'information, le centre ministériel de gestion et l’échelon de proximité des établissements des essences.